# Fotobiont

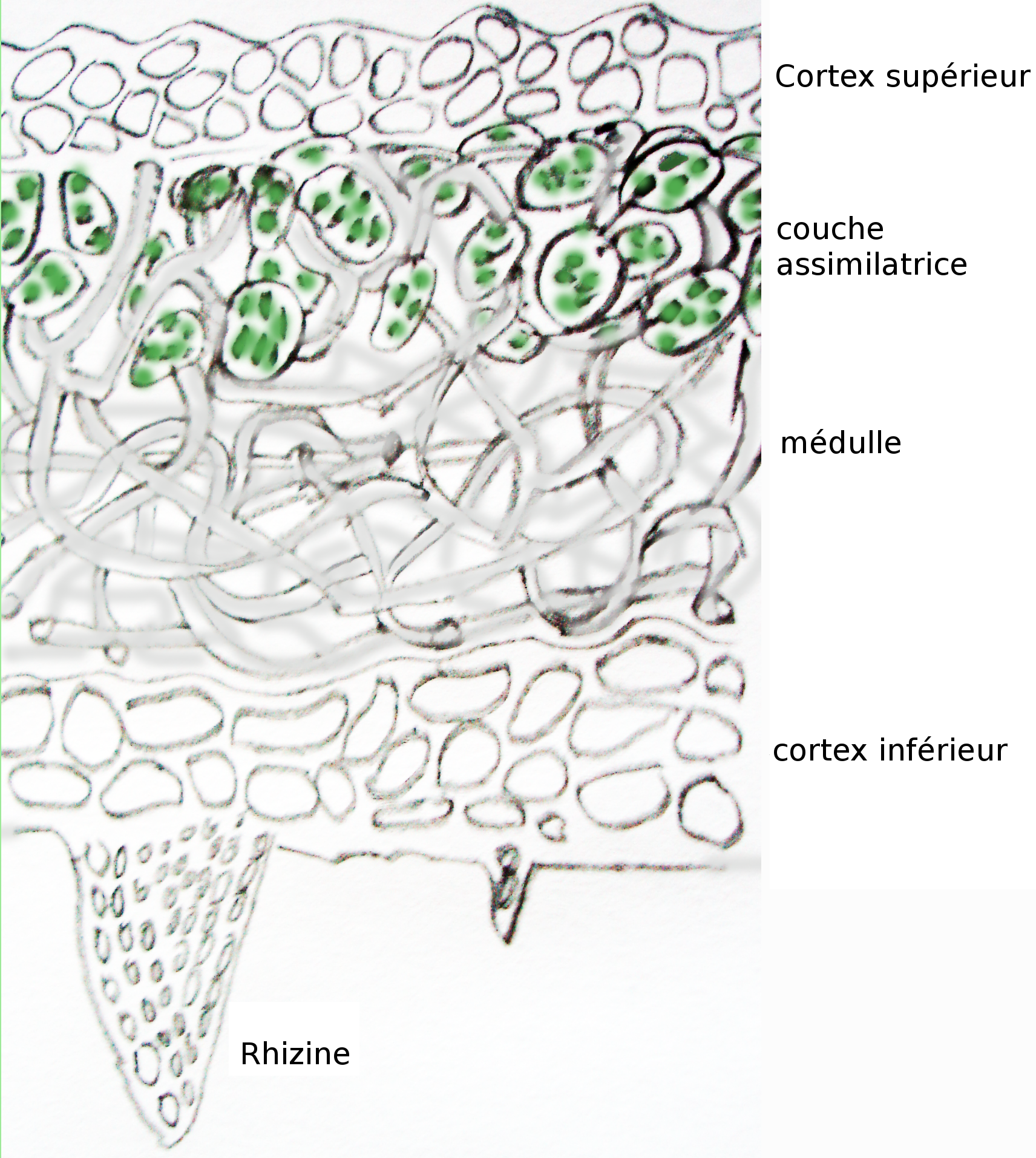
Przekrój plechy porostu. Zielonym kolorem zaznaczono komórki fotobionta

Fotobiont – autotroficzny (samożywny) komponent u współżyjących z sobą organizmów, z których jeden jest samożywny, drugi cudzożywny. Tego rodzaju współżycie występuje u  porostów. Fotobiontami są w nich glony. W 90% gatunków są to glony z grupy zielenic, nazywane glonami protokokkoidalnymi, w pozostałych 10% są to sinice. Cudzożywnym partnerem (mykobiontem) w porostach są grzyby. Współżycie glonów z grzybami u porostów ma różny stopień zaawansowania u różnych gatunków. Może być dość luźne, lub bardzo ścisłe, podczas którego strzępki grzyba wnikają do komórek glonów.
Według większości badaczy współżycie glonów z grzybami jest korzystne dla obydwu partnerów (mutualizm). Grzyb pobiera z komórek glona węglowodany, których sam nie potrafi syntetyzować, w zamian ochrania glon przed czynnikami zewnętrznymi, szczególnie wysychaniem, oraz dostarcza mu wodę wraz z niezbędnymi dla glona solami mineralnymi. Istnieje też koncepcja wzajemności częściowej, według której jest to stan równowagi między grzybem jako pasożytem, a glonem, który jest odporny na to pasożytnictwo, gdyż wydzielane przez grzyba substancje pobudzają go do intensywniejszej fotosyntezy wystarczającej dla obydwu partnerów. Niektórzy uważają współżycie grzybów i glonów w porostach za rodzaj pasożytnictwa, helotyzmu lub endosaprofityzmu w którym korzyści ze współżycia posiada tylko grzyb. Istnieje nawet koncepcja glonopasożytnictwa. 
Obecnie przeważa opinia, że w tak dużej i zróżnicowanej grupie jak porosty występują wszystkie te rodzaje współżycia fotobionta z mykobiontem.